# Maccabi Hajfa
Maccabi Haifa Football Club (hebr.: מועדון הכדורגל מכבי חיפה, Moadon HaKaduregel Maccabi Haifa) – izraelski klub piłkarski z siedzibą w Hajfie. Jest jednym z najbardziej utytułowanych klubów piłkarskich w Izraelu.

## Historia
Klub został założony w 1913. Przez długie lata pozostawał w cieniu odwiecznego rywala Hapoelu Hajfa. Do pierwszej ligi izraelskiej klub awansował dopiero w latach osiemdziesiątych. Było to 16 marca 1981 roku. Swój pierwszy tytuł klub zdobył w 1984. 
W 2002 roku jako pierwszy izraelski klub piłkarski, Maccabi awansował do Ligi Mistrzów. W sezonie 2009/2010 dokonał najsłabszego występu klubu w historii Ligi Mistrzów, nie wygrywając żadnego meczu i nie zdobywając żadnego gola.

## Osiągnięcia
- Mistrz Izraela (15): 1984, 1985, 1989, 1991, 1994, 2001, 2002, 2004, 2005, 2006, 2009, 2011, 2021, 2022, 2023
- Puchar Izraela (6): 1962, 1991, 1993, 1995, 1998, 2016

## Skład na sezon 2023/2024
| Nr | Poz. | Piłkarz                 |
| -- | ---- | ----------------------- |
| 2  | OB   | Daniel Sundgren         |
| 3  | OB   | Sean Goldberg           |
| 4  | PO   | Ali Mohamed             |
| 5  | PO   | Manuel Cafumana         |
| 8  | PO   | Dolev Haziza            |
| 9  | NA   | Frantzdy Pierrot        |
| 10 | PO   | Tjaronn Chery (kapitan) |
| 11 | PO   | Lior Refaelov           |
| 12 | OB   | Sun Menahem             |
| 14 | PO   | Aviel Zargari           |
| 15 | OB   | Uri Dahan               |
| 16 | BR   | Itamar Nitzan           |
| 17 | NA   | Suf Podgoreanu          |
| 18 | PO   | Goni Naor               |
| 19 | NA   | Erik Shuranov           |

| Nr | Poz. | Piłkarz        |
| -- | ---- | -------------- |
| 21 | NA   | Dean David     |
| 23 | OB   | Maor Kandil    |
| 25 | NA   | Anan Khalaily  |
| 26 | PO   | Mahmmoud Jaber |
| 27 | OB   | Pierre Cornud  |
| 28 | PO   | Ilay Hagag     |
| 30 | OB   | Abdoulaye Seck |
| 31 | OB   | Roey Elimelech |
| 34 | PO   | Hamza Shibli   |
| 35 | PO   | Bassam Zarora  |
| 40 | BR   | Shareef Kayouf |
| 55 | OB   | Rami Gershon   |
| 77 | BR   | Roee Fuchs     |
| 91 | PO   | Dia Sabi'a     |